# Fathy Salama
Fathy Salama (* 27. März 1969 in Shubra, Kairo)  ist ein ägyptischer Musiker (Keyboards, Synthesizer, Komposition), der die Musik seiner Heimat mit Mitteln der Fusionmusik modernisiert. Bisher ist er der einzige Komponist aus dem arabischen Kulturkreis, der einen Grammy erhalten hat.

## Leben und Wirken
Salama lernte zunächst durch das Radio die Musik von  Omm Kalsūm, Mohammed Abdel Wahab and Farid El Atrache kennen, später dann auch Jazz. Mit sechs Jahren begann er mit dem Klavierspiel. Ab dem Alter von dreizehn Jahren trat er in den Clubs von Kairo auf. Der Komponist und Jazzmusiker Ossman Kareem führte ihn an den Jazz heran. Auf Besuchen in Nordamerika nahm er Unterricht bei Barry Harris, Sun Ra, Hal Galper und Pat Patrick.
In den 1980er Jahren komponierte und arrangierte Salama für Sänger wie Amr Diab, Ali Al Haggar und Anushka, mit denen er mehrere Hits in Ägypten und der arabischen Welt hatte. 1989 gründete er seine Band Sharkiat, deren Alben auch in Europa veröffentlicht wurden. Später arbeitete er auch mit Embryo. Mit Roman Bunka und Malachi Favors konzertierte er 1994 auf dem JazzFest Berlin; in den Folgejahren tourte er mit der Schweizer Rockgruppe The Maniacs durch Europa; in Kairo ist er auch mit Flamencomusikern, mit Al Di Meola und CubanaSon aufgetreten. Weiterhin fusionierte er ägyptische und elektronische Musik (Kouchari). 2011 hat er in Ägypten die Revolte unterstützt, in dem er für junge Poeten und Sänger komponierte und Konzerte gab.
Fathy gab auch Meisterklassen am Rytmisk Musikkonservatorium in Kopenhagen.

## Preise und Auszeichnungen
Das von ihm für  Youssou N’Dour produzierte Album Égypte erhielt 2005 einen Grammy als bestes Weltmusik-Album; er wurde auch mit dem BBC Music Award bedacht. Im Jahre 2000 wurden seine Filmmusiken für Fallen Angels Paradise's und Signs Of April ausgezeichnet.

## Diskographische Hinweise
- Sharkiat Camel Dance (1991, Face Music)
- Sharkiat Camel Road (1996, Face Music)
- Sultany 2006 (Incognito Rec.; Kompilation aus den beiden Alben mit Sharkiat)